# Pragozd
Pragozd je gozdna združba, ki je po svoji sestavi, zgradbi in rasti zaključena razvojna stopnja in je ostala absolutno nedotaknjena od človekovega vpliva. Če je kjerkoli v preteklosti, bližnji ali daljnji, ugotovljen vpliv človeka (paša, sečnja in podobno) je to nepristen pragozd. Če je  človek posegel v pragozd in posekal kakšno drevo in se to še vidi, je to gozd s pragozdnim značajem.
V Evropi so pragozdovi stari okoli 10 000 let, kar pomeni, da so se pojavili ob koncu ledene dobe.
Pragozdove delimo glede na geografsko - klimatske značilnosti na več vrst. Glavna in najbolj poznana vrsta so tropski deževni gozdovi v tropskih področjih in zmerni pragozdovi (skandinavski, evropski in pragozdovi zmernih in hladnih območij. Z imenom džungla se v širšem smislu označuje tropski deževni gozd.

## Pragozdovi v Sloveniji
Pragozdov oziroma gozdov s pragozdnim značajem imamo v Sloveniji več. So majhni po površini vendar je v njih ohranjena prvobitna narava, ki tukaj uveljavlja svoje naravne zakone.
Kočevski pragozdovi se nahajajo na pobočjih Goteniške gore, Stojne in Roga. Zavarovani ostanki so: Borovška gora s pragozdom Krokar (pretežno bukov sestoj), pragozd Strmec (jelovo-bukov sestoj z nekaj javorja in smreke), Prelesnikova koliševka pod vznožjem Roga (mrezišče s smreko), pragozd Kopa (javorov-bukov sestoj), pragozd Pečka in pragozd Rajhenavski Rog (Rajhevanavski pragozd) z mogočno jelko in bukovim sestojem (zaščiten že od leta 1892).
Poleg teh so pragozdovi še: Bukov vrh v Trnovskem gozdu pod Golaki, Ždrocle na Snežniku, pragozdovi (Gorjanci-)Trdinov vrh, Ravna gora in Dolina Kobila na Gorjancih, največji slovenski nižinski pragozd je Krakovski (pra)gozd; pragozd Donačka gora, pragozd Belinovec, pragozd Šumik na Pohorju ter nižinski Pragozd Orlovšček na Dolinskem v Prekmurju.
Vsi pragozdovi v Sloveniji skupaj obsegajo okoli 540 hektarov.

### Pragozdovi zmernih območij
V zmernih klimatskih pasovih se veliko pragozdov nahaja v zahodni Rusiji in Kanadi.
Na ozemlju nekdanje Jugoslavije se nahaja veliko število starih pragozdov. Bilo jih je 20 in to trije na področju Bosne in Hercegovine, v Sloveniji štirje, na Hrvaškem šest, v Srbiji pet in po eden v Črni gori in Makedoniji.
V našem sosedstvu je velik pragozd Perućica pri Vučevu v Bosni in Hercegovini, narodni park Sutjeska.

### Hrvaški pragozdovi
Hrvaški pragozdovi so: Ramino korito 234 ha (1500 ha), Čorkova uvala 80 ha, Muški bunar 43 ha, Klepina duliba 118 ha, Devčić tavani, Nadžak bilo, Prašnik.

## Tropski deževni gozd
Tropski deževni gozd imenujemo vegetacijsko obliko, ki jo srečamo samo v tropskih klimatskih področjih. Za te gozdove je značilna gosta, visoka listna streha in zelo bogata flora in fauna. Ne obstaja obdobje vegetacijskega mirovanja. Poleg koralnih grebenov, je tropski deževni gozd na teh področjih najbolj razširjena vrsta na svetu.
Tropski deževni gozdovi tvorijo ekološke sisteme prilagojene topli klimi in obilici vlage. Osnovne značilnosti te klime so povprečna letna temperatura, ki znaša 25 °C z nihanjem od 0,5 - 0,6 °C med letom in dnevnim temperaturnim območjem od 6 - 10 °C. Letna količina padavin se giblje okoli 2.500 mm. Več kot sedem mesecev na leto, ko je količina padavin večja od izparevanja, vlada vlažna klima. Tropski gozdovi se razprostirajo na tropskih področjih Južne in Srednje Amerike, Afrike in Južne Azije, kot tudi Avstralije z obeh strani ekvatorja. Izjema so področja Andov v Južni Ameriki in pasatno - monsunsko področje vzhodne Afrike.
Ocenjujejo, da so leta 1950 tropski deževni gozdovi pokrivali 16 - 17 milijonov km², kar je okoli 11 % zemeljske površine. Do leta 1980 je bilo 50% teh gozdov uničenih zaradi človekove dejavnosti, vendar se je proces uničevanja nadaljeval in še zmeraj traja.

### Dnevni razpored temperature in vlage v tropskem deževnem gozdu
Ob 6.00 uri, sonce zelo hitro vzide - gozd je v megli (20 °C); do 10.00 ure izpareva veliko vode (20 °C-25 °C); do 13.30 ure nastanejo veliki oblaki (28 °C); med 14.00-17.00 hude nevihte/neurja v deževnem obdobju; po 17.00 uri sonce ponovno sije (28 °C); 18.00 uri sonce hitro zaide (25 °C); po 18.00 uri je že mrak (ponoči so temperature med 20 °C in 23 °C
V tropskih krajih in njihovih pragozdovih je deževje zelo obilno. Največji pragozd na svetu je Amazonski pragozd, ki je velik kot Evropa in daje 40% zemeljskega kisika.

### Pragozd Sinharaja
Sinharaja je tropski nižinski deževni gozd - pragozd - na jugozahodu Šrilanke. Narodni park Sinharaja je od leta 1988 del seznama Unescove svetovne dediščine in je zadnje veliko, povezano gozdno področje na otoku. Poznano je po svoji veliki biološki raznovrstnosti in številnih endemičnih vrstah. Ta pragozd je velik 6092 hektarov na nadmorski višini med 300 in 1170 m.

## Človek osvaja pragozd
Pragozdovi so bogati z lesom, ponekod tudi z rudninami in prav to je privedlo človeka, da osvaja težko dostopne kraje. Tropski pragozdovi dajejo velike količine kavčuka, bambusa, banan itd.; medtem, ko na izkrčenih površinah vzgajajo riž, sladkorni trs, kakavovce, bombaž in druge pridelke. V Južni Ameriki, Indiji in Afriki tečejo skozi džunglo velike reke (Amazonka, Ganges, Kongo, Niger, ker ni drugih prometnih poti, služijo tudi kot prometne poti. V pragozdovih žuželke povzročajo ljudem velike težave, pa vendar obstajajo manjša redka naselja pragozdnih ljudi. Danes se skozi džunglo prebijajo moderne asfaltne ceste, vendar se dosti prometa opravi z avioni in helikopterji, ker je lažje zgraditi letališče oziroma pristajališče kot čez gozd prebijati ceste in železniške proge. Vse obsežnejše izkoriščanje gozdov ogroža nastanek kisika in s tem življenja na Zemlji. Ocenjuje se, da zaradi poseka vsako leto izgine 11.000.000 hektarov tropskih pragozdov. Še posebno ogrožena je džungla v Amazoniji. Zato je ta džungla imenovana "zelena pljuča sveta".